# Bergkristall (1949)
Bergkristall ist ein deutsch-österreichischer Heimatfilm von Harald Reinl aus dem Jahr 1949. Er basiert auf Motiven der gleichnamigen Novelle von Adalbert Stifter aus den Jahren 1845 und 1853, baut aber Stifters Novellenhandlung um die am Berg verirrten Kinder in den Rahmen einer Kriminalgeschichte ein, die bei Stifter kein Vorbild hat. In der Bundesrepublik Deutschland wurde der Film später unter dem Titel Der Wildschütz von Tirol vorgeführt.

## Handlung
Der Tiroler Bergbauernsohn Franz liebt Sanna, die Tochter eines Färbers jenseits des Gebirgskammes. Von seinem Nebenbuhler, einem Jäger, wird er beim Wildern erwischt, angeschossen und verwundet zurückgelassen. Der Jäger verunglückt danach tödlich in einer Gletscherspalte, doch die Dorfbewohner halten den schwer verletzt heimkehrenden Franz für den Mörder des verschwundenen Jägers. Aus Mangel an Beweisen freigesprochen, wird er dennoch von allen geächtet. Nur Sanna hält zu ihm, heiratet ihn und wird deshalb von ihrem Vater verstoßen.
Immer wieder wird Franz mit dem Mordvorwurf konfrontiert, worunter sein ganzes Leben leidet. Jahre später wollen seine beiden Kinder zur Weihnachtszeit das Christkind suchen, da der verbitterte Vater in seinem Haus keinen Christbaum duldet. Sie verirren sich in der Gletscherregion und finden Schutz in einer Eishöhle, wo sich die unversehrte Leiche des Jägers befindet. In einer gemeinsamen Rettungsaktion werden nicht nur die Kinder geborgen, sondern auch Franz ist endlich rehabilitiert und findet seinen Glauben an Gott und die Menschen wieder.

## Produktion
Nachdem Reinl mit dem Kurzspielfilm Zehn Jahre später für die Produzenten Josef Plesner und Hubert Schonger sein Regiedebüt geliefert hatte, gaben ihm dieselben Produzenten die Chance zur Realisierung seines ersten Spielfilms. Die Dreharbeiten erfolgten im Winter 1948/49. Walter Traut übernahm die Produktionsleitung. Für die Bauten war Fritz Jüptner-Jonstorff zuständig, das Atelier befand sich in Kufstein. Die Außenaufnahmen entstanden in Kitzbühel, im Kaisergebirge, am Tuxer Joch, am Oberen Gericht, unter anderem auf der Burg Laudegg, und am Spannagelgletscher. Michael Killisch-Horn, der Sohn von Reinls Frau aus erster Ehe, übernahm die Kinderrolle des Knaben Konrad. Außer den namentlich erwähnten Darstellern spielen im Film Bauern, Jäger und Hirten aus Tirol mit. Die Uraufführung fand am 23. Oktober 1949 in Wien statt, die deutsche Erstaufführung am 22. Dezember 1949 in München.

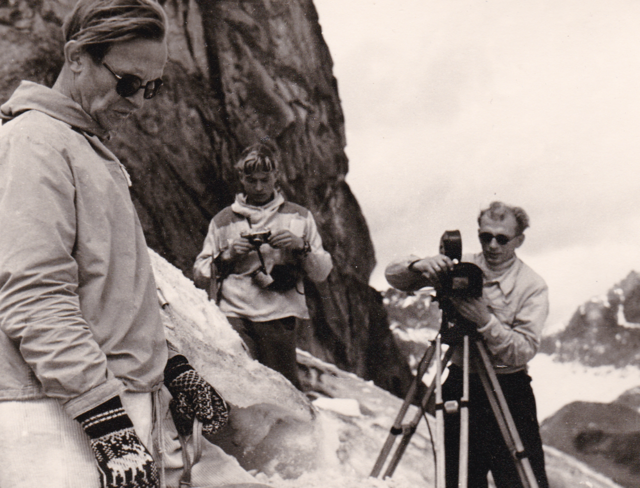
Josef Plesner on set.

## Kritiken
Rüdiger Koschnitzki lobte in CineGraph – Lexikon zum deutschsprachigen Film in seinem Essay zu Harald Reinl die „in klaren Schwarzweißbildern imponierend eingefangene Bergwelt“ und bezeichnete das Zusammenspiel zwischen Mensch und Natur als Vorbild für die kommenden Heimatfilme. Peter Spiegel hob in Reclams Lexikon des deutschen Films (1995) die „einfache, ungekünstelte Erzählweise“ sowie die „stimmungsvolle Naturkulisse“ hervor, die den Intentionen von Adalbert Stifters Vorlage entsprächen.

## Auszeichnungen
Das Land Nordrhein-Westfalen verlieh dem Film das Prädikat künstlerisch wertvoll.